# Victoria Cociaș-Șerban
Victoria Cociaș-Șerban (n. 6 iunie 1957, Brăila) este una dintre actrițele Teatrului Dramatic (ulterior redenumit „Sică Alexandrescu”) din Brașov. A urmat cursurile Institutului de Artă Teatrală și Cinematografică București, pe care le-a absolvit în 1980. În anii 1980 început să joace pe scena Teatrului „Nottara” din București. A jucat de asemenea și în câteva filme. În 2017, Victoria Cociaș-Șerban era căsătorită cu Radu Gabrea.

## Filmografie

### Actriță
- Dreptate în lanțuri (1984)
- Cetatea ascunsă (1987)
- Umbrele soarelui (1988)
- Noiembrie, ultimul bal (1989)
- Marea sfidare (1990)
- E pericoloso sporgersi (1993)
- Crucea de piatră (1994)
- Asfalt Tango (1996)
- Șarpele (film TV, 1996)
- Faimosul paparazzo (1999)
- Iubire și onoare (2010) - Sultana Năstase
- Trei zile până la Crăciun (2012) - Elena Ceaușescu
- Lindenfeld (2013) - Helga
- Toni Erdmann (2016)

### Producătoare de film
- Trei zile până la Crăciun (2012)